# Willy Dullens

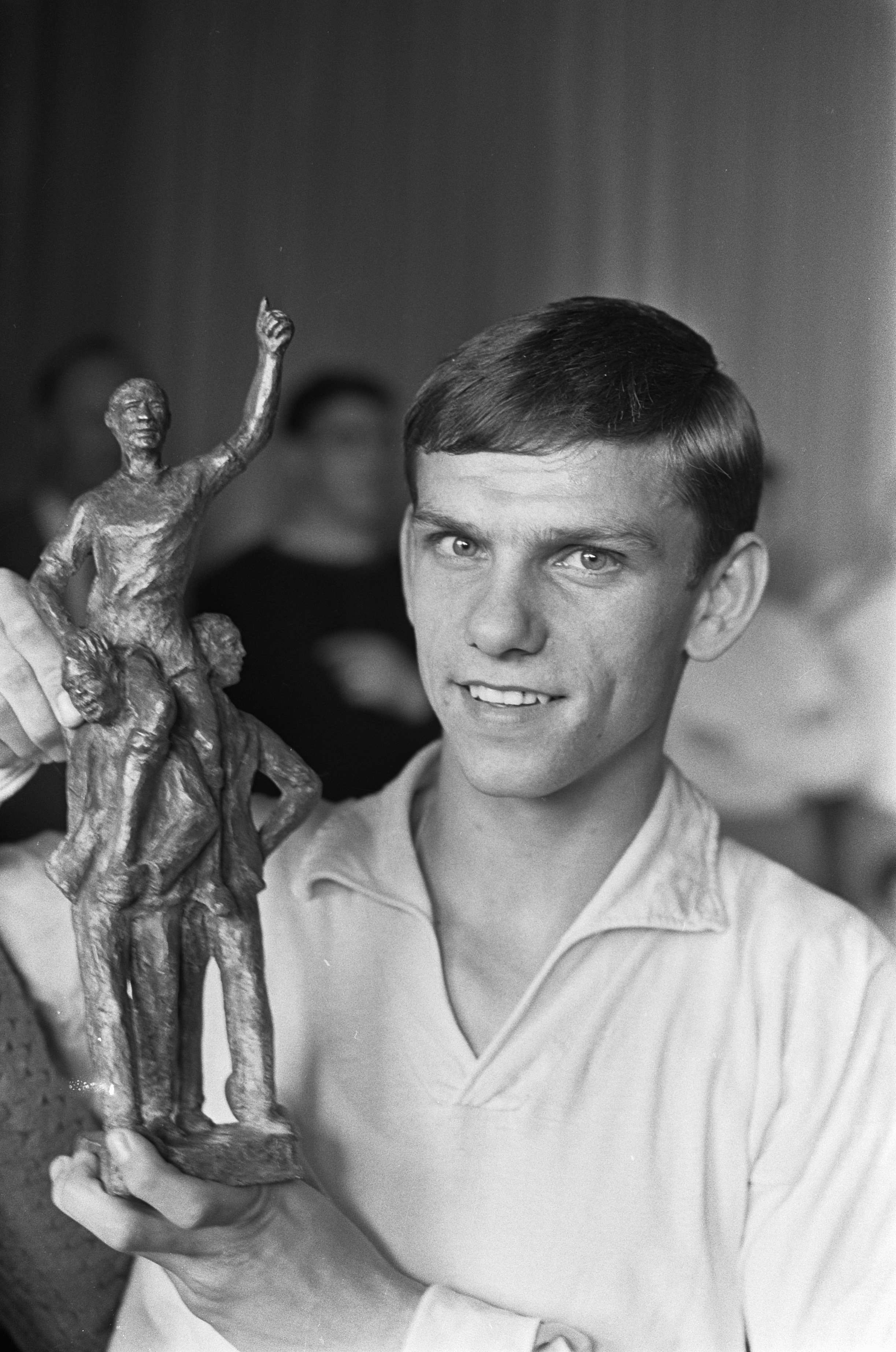
Willy Dullens (1967)

Willy Dullens (* 29. Januar 1945 in Broek-Sittard; † 16. Juni 2024) war ein niederländischer Fußballspieler. Er spielte in der Eredivisie für RKSV Sittardia, einen Vorgängerverein der Fortuna Sittard. Für die niederländische Nationalmannschaft absolvierte er vier Länderspiele.

## Karriere
Dullens spielte als Jugendlicher bei Almania in seiner Heimatstadt, ehe er mit 18 zu Sittardia wechselte. Der ehrgeizige Junge war fußballbesessen, trainierte acht Stunden am Tag, hatte sich selbst ein Rudertrainingsgerät und im Garten ein Kopfballpendel gebaut, an dem der eher kleingewachsene Dullens übte, bis er schließlich bis 2,23 Meter hoch springen konnte. Bei Sittardia gab er in der Saison 1963/64 sein Debüt in der ersten Mannschaft, die zweitklassig in der Eerste Divisie spielte. Mit 18 Toren hatte der offensive Mittelfeldspieler großen Anteil daran, dass Sittardia in die Eredivisie aufstieg. Trotz des direkt folgenden Abstiegs blieb Dullens – eins der größten Offensivtalente, die der niederländische Fußball je hatte, ein besserer Techniker sogar als Johan Cruyff, wie dieser selbst konstatierte – bei Sittardia. Nach der Saison 1965/66 wurde er zum niederländischen Fußballer des Jahres ernannt – obwohl er nur in der Eerste Divisie gespielt, dort jedoch erneut für den Aufstieg der Limburger gesorgt hatte.
Nach einem Zusammenprall mit Abwehrspieler Bart van Ingen von SBV Vitesse erlitt Dullens 1966 in einem Freundschaftsspiel schwere Knieverletzungen: Beide Kreuzbänder waren gerissen, beide Menisken mussten entfernt werden. Anschließend stand er noch zwei weitere Jahre bei Sittardia unter Vertrag, bei der sein Freund und Mannschaftsarzt Thei Jessen seine Verletzungen behandelte. Dullens versuchte, zu alter Form zurückzukommen, doch sein Knie heilte nicht so aus, dass Profifußball auf Dauer möglich gewesen wäre. Nach der Fusion der Sittardia mit Fortuna’54 konnte er in der Saison 1968/69 beim nun als FSC (Fortuna Sittardia Combinatie) antretenden Club noch zwei Ligatore erzielen. Nachdem er in einem Spiel gegen DWS Amsterdam erneut verletzt worden war, musste er mit 24 Jahren endgültig seine Profikarriere vorzeitig beenden. Im August 1969 wurde für ihn ein Benefizspiel im Olympiastadion Amsterdam abgehalten, in dem vor 60.000 Zuschauern der AFC Ajax gegen Alemannia Aachen antrat. Fast 150.000 Gulden kamen dadurch zusammen, mit denen Dullens sich eine neue Existenz aufbauen sollte.

### Nationalmannschaft
In der Nationalmannschaft hat Dullens unter Bondscoach Georg Keßler vier Spiele absolviert, alle im Jahre 1966. Zum Kader gehörte er bereits im ersten Match, in dem Keßler die Elftal betreute. Am 23. März 1966 kam er aber im Freundschaftsspiel gegen Deutschland nicht über die Rolle des Reservisten hinaus. Doch schon in der nächsten Begegnung, am 17. April im Freundschaftsspiel gegen Belgien, gab er sein Debüt in Oranje. Einsätze gegen Schottland und die Tschechoslowakei folgten. Doch schon das EM-Qualifikationsspiel am 30. November 1966 gegen Dänemark sollte sein letztes Länderspiel gewesen sein. Bekannte Mitspieler Dullens' in der Elftal waren in diesen Spielen unter anderen Wim Suurbier, Piet Keizer, Rinus Israël sowie einmal auch Johan Cruyff. In allen Begegnungen stand Dullens über die vollen 90 Minuten auf dem Platz, ein Tor gelang ihm jedoch nicht.

## Nach der aktiven Laufbahn
Nachdem er seine Karriere frühzeitig beenden musste, hatte Dullens lange mit Depressionen zu kämpfen. Er wechselte zum Radsport und betreute Radsportler aus der Region. Im Jahre 1980 kaufte er von dem Geld aus dem Benefizspiel von 1969 einen Frisiersalon, den er bis zum Jahr 2000 selbst betrieb. Als die niederländische Mannschaft im Sommer 1988 bei der Europameisterschaft in Deutschland spielte, musste Dullens wegen Überarbeitung und extremer seelischer Belastung längere Zeit psychologisch behandelt werden. Grund: Dullens zog Parallelen zwischen dem lange verletzten Marco van Basten, der bei der EM zunächst nicht aufgestellt wurde, und seinem eigenen Fußballschicksal. 
Anfang des neuen Jahrtausends musste Dullens die Arbeit im Frisiersalon aufgeben; Grund war eine gerissene Schultersehne. Dullens kehrte ins Fußballgeschäft zurück: Er wurde „Technischer Berater“ zunächst bei seinem alten Verein Fortuna Sittard und war seit 2009 in derselben Funktion bei VVV-Venlo tätig.

Es sei „blöd“ von ihm gewesen, sagte er 2008, damals den Friseursalon zu eröffnen:

„Ich hätte beim Fußball bleiben müssen. Aber zu der Zeit konnte ich nicht anders. Es fühlte sich alles so ungerecht an. Ich hatte immer wie ein Asket für meinen Sport gelebt. Warum musste ausgerechnet mich das Unglück so treffen? Die Frage stelle ich mir heute noch manchmal. Aber diese Frage werde ich auch noch mit ins Grab nehmen. Weil es keine Antwort darauf gibt.“

Willy Dullens verstarb im Juni 2024 im Alter von 79 Jahren.